# یواس‌اس باگادوس (ای‌تی-۲۱)
یواس‌اس باگادوس (ای‌تی-۲۱) (به انگلیسی: USS Bagaduce (AT-21)) یک کشتی بود که طول آن ۱۵۶ فوت ۸ اینچ (۴۷٫۷۵ متر) بود. این کشتی در سال ۱۹۱۹ ساخته شد.